# Кубок Білорусі з футболу 2019—2020
Кубок Білорусі з футболу 2019–2020 — 29-й розіграш кубкового футбольного турніру в Білорусі. Титул вчетверте здобув БАТЕ.

## Календар
| Раунд        | Дата                      | Кількість матчів | Кількість клубів |
| ------------ | ------------------------- | ---------------- | ---------------- |
| Перший раунд | 22 травня 2019            | 6                | 52 → 46          |
| Другий раунд | 12 червня 2019            | 14               | 46 → 32          |
| 1/16 фіналу  | 26 червня - 28 липня 2019 | 16               | 32 → 16          |
| 1/8 фіналу   | 3-4 серпня 2019           | 8                | 16 → 8           |
| 1/4 фіналу   | 9-10/14-15 березня 2020   | 8                | 8 → 4            |
| 1/2 фіналу   | 8/29 квітня 2020          | 4                | 4 → 2            |
| Фінал        | 24 травня 2020            | 1                | 2 → 1            |

## Перший раунд
| Команда 1                                 | Рахунок      | Команда 2                     |
| ----------------------------------------- | ------------ | ----------------------------- |
| 22 травня 2019                            |              |                               |
| Серволюкс-Агро (Могильовська область) (А) | 2:6          | Івацевичі (3)                 |
| Монтажник (Мозир) (А)                     | 3:1          | ДЮСШ-3 (Пінськ) (3)           |
| Детскосельський (Городок) (А)             | 1:1 пен. 6:7 | СМІ Автотранс (Смолевичі) (3) |
| Кремко (А)                                | 2:1          | Енергетик-БГАТУ (3)           |
| ДЮСШ (Брестська область) (А)              | 1:3          | Андердог (Чисть) (3)          |
| Фенікс (Мінськ) (А)                       | 0:5          | Вікторія (Мар'їна Горка) (3)  |

## Другий раунд
| Команда 1                     | Рахунок      | Команда 2                |
| ----------------------------- | ------------ | ------------------------ |
| 12 червня 2019                |              |                          |
| ЮАС-ДЮСШ (Житковичі) (3)      | -:+          | НФК Мінськ (2)           |
| Вікторія (Мар'їна Горка) (3)  | 2:3          | Супутник (Річиця) (2)    |
| Монтажник (Мозир) (А)         | 0:1          | Нафтан (2)               |
| Осиповичі (3)                 | 0:1          | Смолевичі-СТІ (2)        |
| Андердог (Чисть) (3)          | 1:3          | Ліда (2)                 |
| Івацевичі (3)                 | 2:3 дч       | Рух (Берестя) (2)        |
| Ошмяни (3)                    | 2:1          | Хімік (Світлогорськ) (2) |
| СМІ Автотранс (Смолевичі) (3) | 0:6          | Сморгонь (2)             |
| Молодечно-ДЮСШ-4 (3)          | 0:6          | Арсенал (Дзержинськ) (3) |
| Клецьк (3)                    | 2:2 пен. 5:3 | Орша (2)                 |
| Узда (3)                      | 0:3          | Білшина (2)              |
| Кремко (А)                    | 0:2          | Слонім-2017 (2)          |
| Горки (3)                     | 0:3          | Хвиля (Пінськ) (2)       |
| Неман-Агро (Столбці) (3)      | 1:2          | Барановичі (2)           |

## 1/16 фіналу
| Команда 1                | Рахунок      | Команда 2         |
| ------------------------ | ------------ | ----------------- |
| 26 червня 2019           |              |                   |
| Слонім-2017 (2)          | 1:3          | Вітебськ          |
| Смолевичі-СТІ (2)        | 0:2          | Шахтар            |
| Супутник (Річиця) (2)    | 2:5          | БАТЕ              |
| Граніт (Мікашевичі) (2)  | 0:2          | Динамо (Мінськ)   |
| 24 липня 2019            |              |                   |
| Барановичі (2)           | 1:7          | Торпедо-БелАЗ     |
| Нафтан (2)               | 2:1 дч       | Німан             |
| 27 липня 2019            |              |                   |
| Сморгонь (2)             | 1:4          | Гомель            |
| Локомотив (Гомель) (2)   | 3:0          | Городея           |
| Хвиля (Пінськ) (2)       | 1:3          | Дніпро (Могильов) |
| Рух (Берестя) (2)        | 0:1          | Динамо-Берестя    |
| НФК Мінськ (2)           | 1:3 дч       | Славія-Мозир      |
| 28 липня 2019            |              |                   |
| Арсенал (Дзержинськ) (3) | 0:6          | Енергетик-БДУ     |
| Ошмяни (3)               | 1:3          | Іслоч             |
| Білшина (2)              | 1:3          | Мінськ            |
| Клецьк (3)               | 2:7          | Торпедо (Мінськ)  |
| Ліда (2)                 | 3:3 пен. 2:3 | Слуцьк            |

## 1/8 фіналу
| Команда 1              | Рахунок | Команда 2        |
| ---------------------- | ------- | ---------------- |
| 3 серпня 2019          |         |                  |
| Енергетик-БДУ          | 2:3     | Іслоч            |
| Динамо (Мінськ)        | 3:1 дч  | Гомель           |
| БАТЕ                   | 8:1     | Торпедо (Мінськ) |
| Динамо-Берестя         | 3:1     | Мінськ           |
| 4 серпня 2019          |         |                  |
| Нафтан (2              | 1:4     | Торпедо-БелАЗ    |
| Дніпро (Могильов)      | 2:1     | Слуцьк           |
| Славія-Мозир           | 3:1     | Вітебськ         |
| Локомотив (Гомель) (2) | 1:2     | Шахтар           |

## 1/4 фіналу
| Команда 1             | Заг.         | Команда 2    | 1-й матч | 2-й матч |
| --------------------- | ------------ | ------------ | -------- | -------- |
| 9/14 березня 2020     |              |              |          |          |
| Дніпро (Могильов) (2) | -:+          | Славія-Мозир | -:+      | -:+      |
| Торпедо-БелАЗ         | 0:3          | Шахтар       | 0:1      | 0:2      |
| Динамо (Мінськ)       | 3:5          | БАТЕ         | 1:2      | 2:3      |
| 10/15 березня 2020    |              |              |          |          |
| Динамо-Берестя        | 0:0 пен. 5:3 | Іслоч        | 0:0      | 0:0      |

## 1/2 фіналу
| Команда 1        | Заг.    | Команда 2 | 1-й матч | 2-й матч |
| ---------------- | ------- | --------- | -------- | -------- |
| 8/29 квітня 2020 |         |           |          |          |
| Динамо-Берестя   | 4:4 (ч) | Шахтар    | 2:0      | 2:4      |
| Славія-Мозир     | 1:2     | БАТЕ      | 1:0      | 0:2      |

## Фінал
| 24 травня 2020 17:00 (EEST) |

| БАТЕ          | 1:0 дч   | Динамо-Берестя |
| ------------- | -------- | -------------- |
| Волков 120+1' | Протокол |                |

| Динамо, Мінськ Глядачів: 5 761 Арбітр: Амін Кургхелі |